# Nitrur d'indi gal·li
Nitrur d'indi gal·li (InGaN) és un material semiconductor format per una barreja de nitrur de gal·li (GaN) i nitrur d'indi (InN). És un semiconductor ternari grup III/grup V de banda prohibida directa, la qual es pot ajustar variant la quantitat d'indi a l'aliatge. InxGa1−xN té un abast de banda buit directe des de l'infraroig (0,69 eV) per a InN fins a l'ultraviolat (3,4 eV) de GaN. La relació In/Ga és normalment entre 0,02/0,98 i 0,3/0,7.
El nitrur d'indi gal·li és la capa que emet llum en els LED blaus i verds moderns i sovint es cultiva en un tampó de GaN sobre un substrat transparent com, per exemple, el safir o el carbur de silici. Té una gran capacitat calorífica i la seva sensibilitat a les radiacions ionitzants és baixa (com altres nitrurs del grup III), el que el converteix també en un material potencialment adequat per a dispositius solars fotovoltaics, específicament per a matrius de satèl·lits.
Es preveu teòricament que la descomposició espinodal del nitrur d'indi s'hauria de produir per a composicions entre el 15% i el 85%, donant lloc a regions o cúmuls d'InGaN rics i rics en Ga. Tanmateix, només s'ha observat una segregació de fase feble en estudis experimentals d'estructura local. Altres resultats experimentals que utilitzen excitació de catodoluminescència i fotoluminescència en pous multiquàntics d'InGaN de baix contingut han demostrat que proporcionant paràmetres de materials correctes dels aliatges InGaN/GaN, els enfocaments teòrics dels sistemes AlGaN/GaN també s'apliquen a les nanoestructures InGaN.
El GaN és un material ric en defectes amb densitats de dislocació típiques superiors a 108 cm−2. S'espera que l'emissió de llum de les capes d'InGaN cultivades en aquests tampons de GaN utilitzats en LED blaus i verds s'atenuï a causa de la recombinació no radiativa en aquests defectes. No obstant això, els pous quàntics InGaN, són emissors de llum eficients en díodes emissors de llum verd, blau, blanc i ultraviolada i làsers de díode. Les regions riques en indi tenen un interval de banda menor que el material circumdant i creen regions d'energia potencial reduïda per als portadors de càrrega. Els parells d'electrons-forat queden atrapats allà i es recombinen amb l'emissió de llum, en lloc de difondre's a defectes de cristall on la recombinació no és radiativa. A més, les simulacions per ordinador autoconsistents han demostrat que la recombinació radiativa es centra on les regions són riques en indi.
La longitud d'ona emesa, depenent de la bretxa de banda del material, es pot controlar mitjançant la relació GaN/InN, des de prop de l'ultraviolat per a 0,02 In/0,98Ga fins a 390. nm per a 0,1 In/0,9 Ga, blau violeta 420 nm per a 0,2 In/0,8 Ga, al blau 440 nm per a 0,3 In/0,7 Ga, a vermell per a proporcions més altes i també pel gruix de les capes d'InGaN que normalment es troben en el rang de 2-3 nm. Tanmateix, els resultats de les simulacions atomístiques han demostrat que les energies d'emissió tenen una dependència menor de petites variacions de les dimensions del dispositiu. Els estudis basats en la simulació de dispositius han demostrat que podria ser possible augmentar l'eficiència dels LED InGaN/GaN mitjançant l'enginyeria de banda intermitent, especialment per als LED verds.